# Chatsworth House
Pour les articles homonymes, voir Chatsworth.

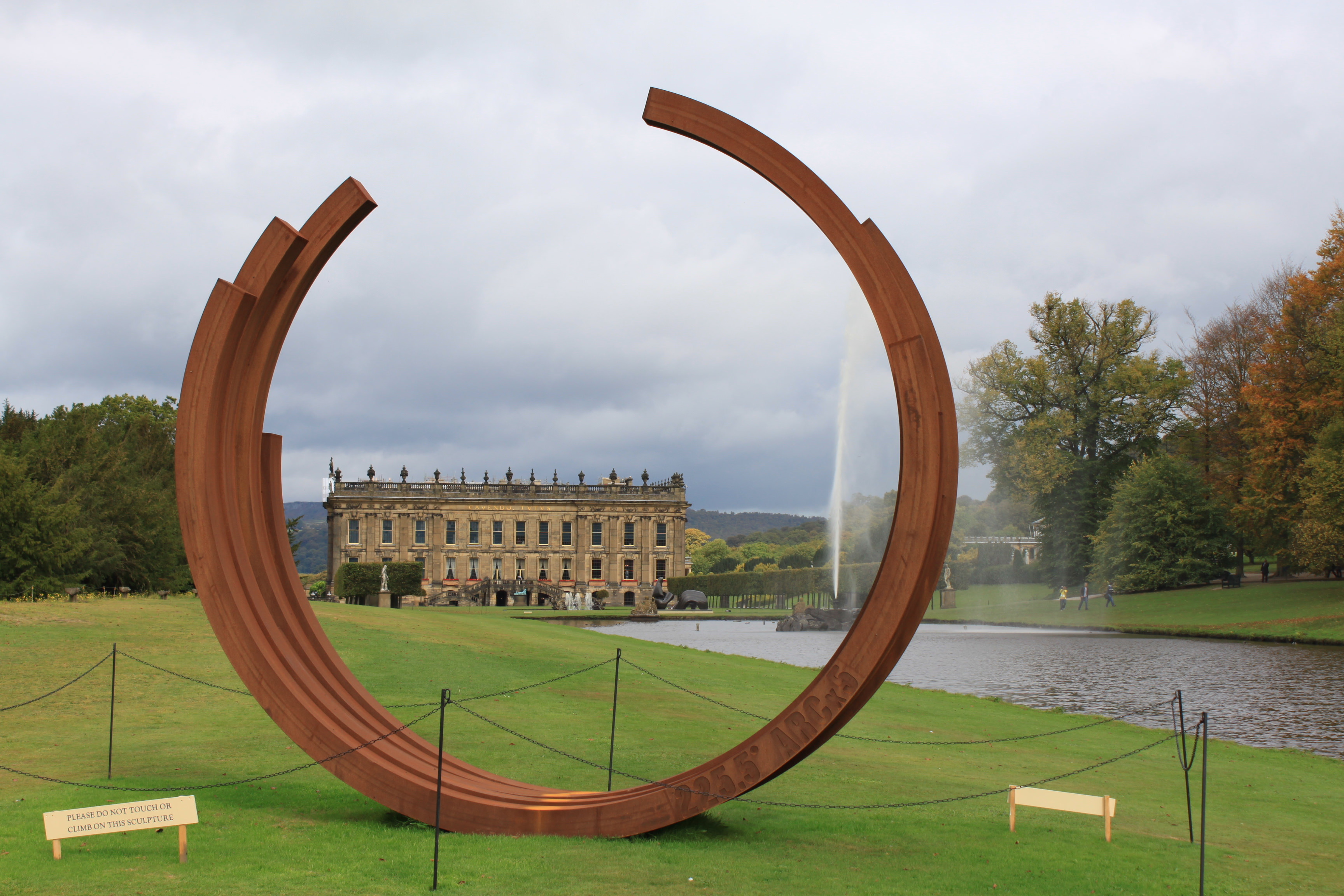
Une sculpture de Bernar Venet à Chatsworth House. Septembre 2009.

Chatsworth House est un vaste château situé dans le Derbyshire, en Angleterre, à quelques kilomètres de la ville de Bakewell. Édifié originellement au XVIe siècle pour Bess of Hardwick, comtesse de Shrewsbury, Chatsworth est le fief des ducs de Devonshire, dont le patronyme est Cavendish. Le domaine se trouve sur la rive gauche de la rivière Derwent et dans les limites du Parc national du Peak District. 
En 1687, l'architecte William Talman reconstruisit le château dans un esprit baroque et en fit la première des country houses d'Angleterre. Au XVIIIe siècle, le parc fut redessiné dans le goût néoclassique par le paysagiste Capability Brown et agrémenté de fabriques par l'architecte James Paine. 
Le château, ouvert au public, contient d'importantes collections de mobilier et d'objets d'art ainsi que des toiles de maître, dont la première version des Bergers d'Arcadie de Nicolas Poussin, ou encore le Portrait de Georgiana, duchesse de Devonshire, par Thomas Gainsborough.

## Histoire

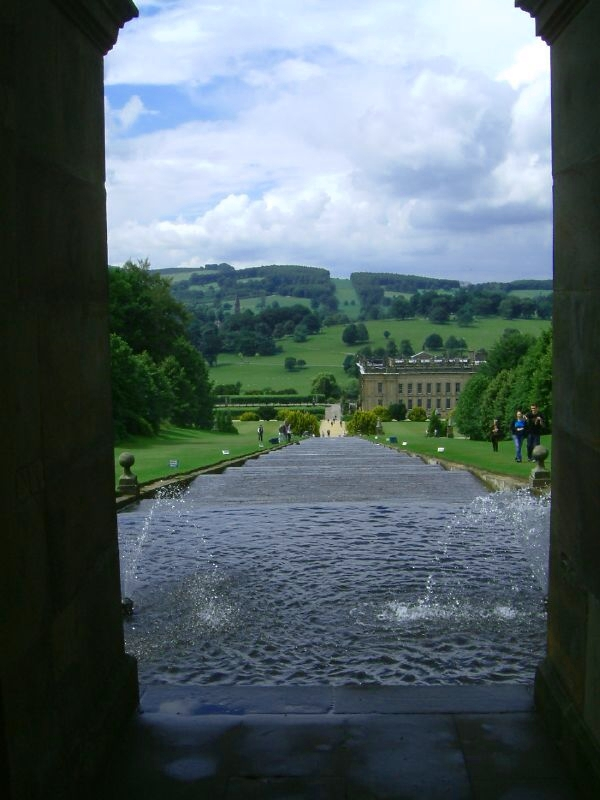
La Grande Cascade de Chatsworth

Deborah Mitford, duchesse douairière de Devonshire, l’une des six sœurs Mitford, a activement contribué à faire connaître le château jusqu’à sa mort en 2014. Elle est responsable de nombreux ajouts aux jardins.

## Grande serre de Chatsworth
Le 6e duc de Devonshire a commandé la création d'une serre pour cultiver des plantes tropicales et exotiques, avec des étangs pour des plantes aquatiques, des rochers portant des mousses, des fougères et cachant des escaliers permettant d'accéder aux plus hautes branches des arbres. La grande serre est conçue par Joseph Paxton pour laquelle il invente des méthodes de production en éléments préfabriqués avec la mise en œuvre d'une standardisation des pièces pour faciliter l'assemblage sur le chantier. Le duc de Devonshire a demandé l'avis de Decimus Burton sur ce projet. Le bâtiment fait 84 m de long sur 37 m de large. Il comprend une nef centrale de 19 m de haut flanquée de deux nefs latérales plus basses. La toiture est en bois et en verre. Le vitrage est plissé, fait de panneaux de verre de 1,20 m de long, soutenu par des nervures faites par un assemblage de lamelles en bois. Les nervures sont soutenues par des poutres en fer portées par des colonnes en fonte. Une galerie fait le tour de la nef centrale au niveau supérieur des nefs latérales. La grande serre est construite entre 1836 et 1840. Le projet annonce Crystal Palace.
Huit chaudières à charbon permettent de chauffer la grande serre et de créer un climat tropical. Ces chaudières alimentaient en eau chaude un réseau de plus de 11,3 km de long fait de tuyaux de 15,2 cm de diamètre. Ces chaudières consommaient 300 tonnes de charbon chaque hiver.
Beaucoup de plantes de la grande serre sont mortes pendant la première Guerre mondiale par manque de charbon pour assurer la température nécessaire. Le coût excessif de la remise en état et de l'entretien de la grande serre va conduire à sa démolition en 1920,,,.

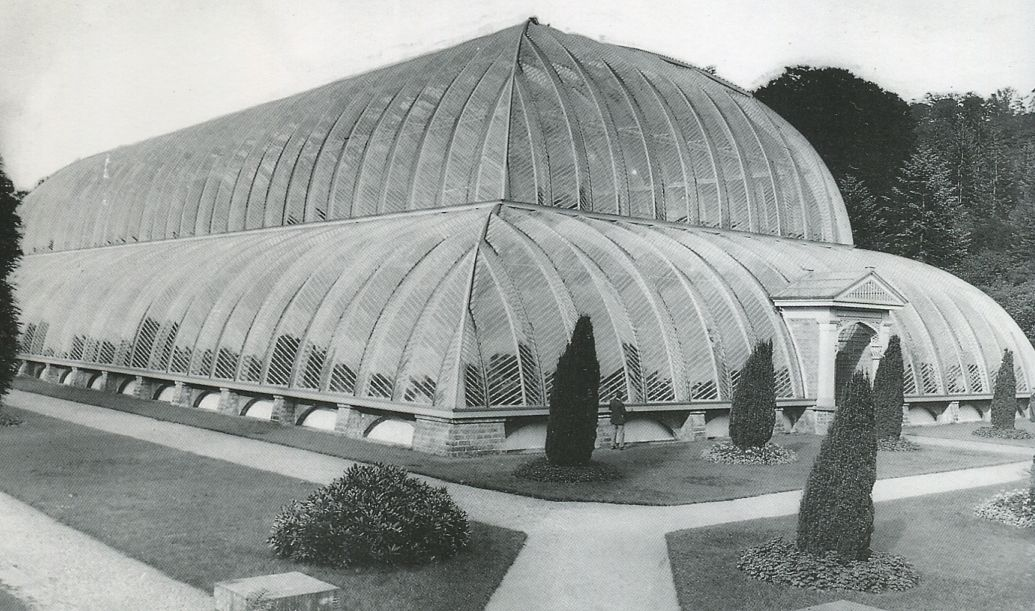
La grande serre de Chatsworth (1836-1840) Long : 84 m, haut : 19 m
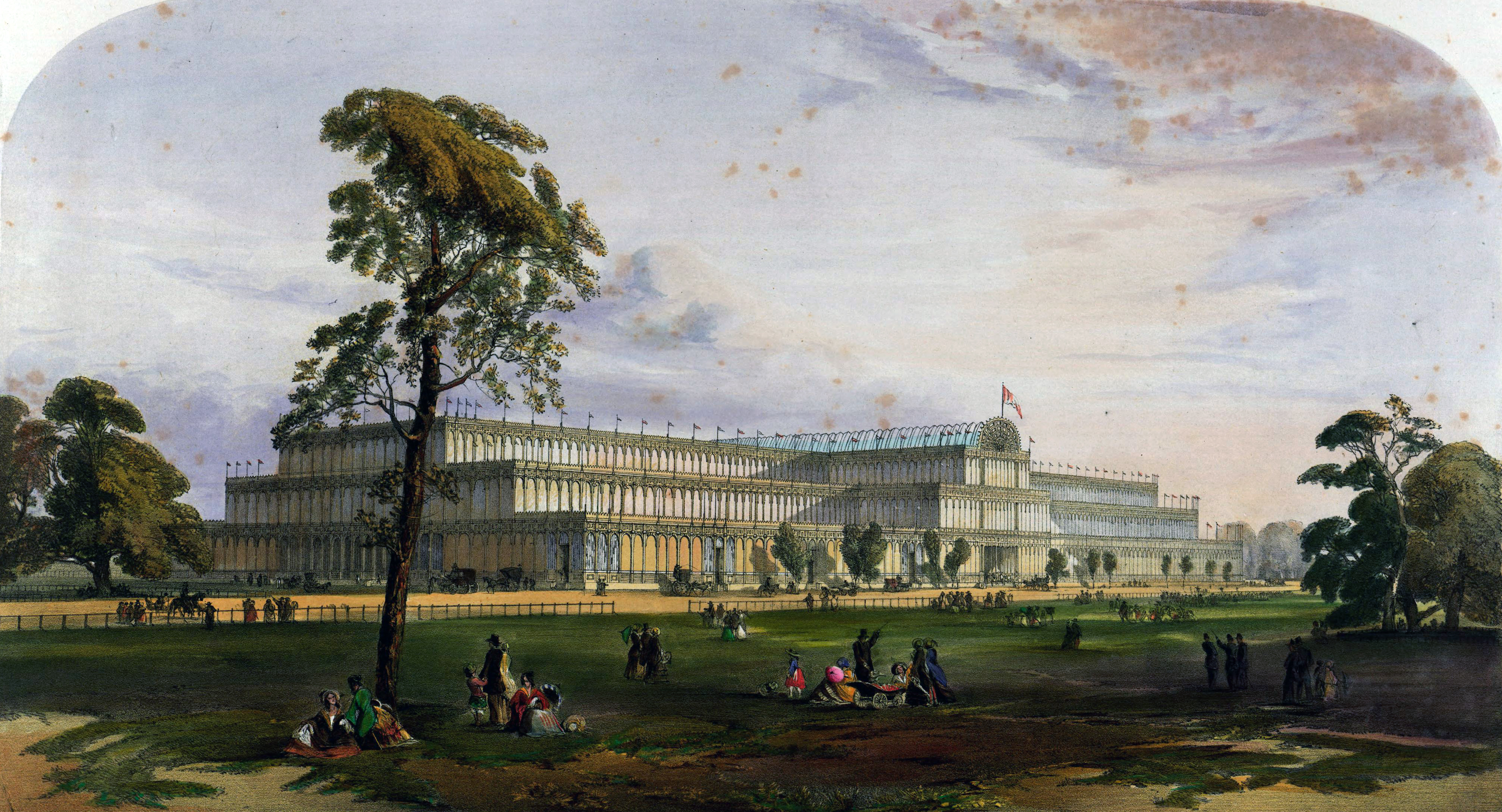
Crystal Palace (1850-1851) Long : 564 m, haut : 39 m

## Cinématographie
Chatsworth est utilisé dans le film Orgueil et Préjugés (2005) pour figurer Pemberley, la demeure du riche Mr Darcy. On prétend même que Chatsworth a inspiré  Jane Austen dans l'écriture de son roman et qu'il est le modèle de Pemberley.
En plus de l'extérieur, deux chambres sont utilisées dans le tournage ainsi que le grand escalier du Painted Hall et la Galerie des sculptures, où l'on peut voir, comme dans le film, le buste de Mr Darcy.
Le château apparaît également dans le film The Duchess comme la résidence de Georgiana Cavendish, duchesse de Devonshire, ce qui correspond à la réalité historique.
Dans le film Wolfman de Joe Johnston la demeure apparait sous un aspect froid et lugubre de la fin de l'ère victorienne. Dans ce film, le château appartient à Sir Talbot incarné par Anthony Hopkins.
Pour La mort s'invite à Pemberley, mini-série de 2013, sont utilisées certaines vues extérieures et la grande salle à manger (la salle de bal de Pemberley).
En 2013, l'émission télévisée Secrets of Manor house diffuse son cinquième épisode intitulé Secrets of Chatsworth sur la chaîne américaine PBS. Ce documentaire réalisé par Susannah Ward présente le domaine de Chatsworth, son évolution ainsi que l'histoire et les secrets des ducs de Devonshire et de leurs épouses.

### Ouvrages de la duchesse de Devonshire
- Chatsworth: The House, 1980; revised edition 2002, Frances Lincoln Limited.  (ISBN 0-7112-1675-4)
- The Estate: A View from Chatsworth, 1990,  MacMillan.  (ISBN 0-333-47170-9)
- Treasures of Chatsworth: A Private View, 1991
- The Garden at Chatsworth, 1999,  Frances Lincoln Limited.  (ISBN 0-7112-1430-1)
- Round About Chatsworth, 2005

### Autres ouvrages
- (en) Francis Thomson (bibliothécaire et conservateur des collections de Chatsworth), Chatsworth:A Short History (1951), Country Life Limited.
- (en) James Lees-Milne, English Country Houses: Baroque (1970), Country Life / Newnes Books.  (ISBN 1-85149-043-4)
- (it) Raffaele De Giorgi, "Couleur, couleur!". Antonio Verrio: un pittore in Europa tra Seicento e Settecento, Edifir, Florence, 2009  (ISBN 9788879704496)